# Il Bar Mario è aperto
Il Bar Mario è aperto è un tour del cantante italiano Luciano Ligabue, il primo tenuto negli stadi italiani. 
Il 1997 era già stato un anno trionfale per Ligabue, con il doppio album Su e giù da un palco (tratto dal tour dell'anno precedente) in vetta alle classifiche e il libro Fuori e dentro il borgo diventato velocemente un best seller. Il suo manager, Claudio Maioli, ha allora l'intuizione di tentare un tour negli stadi. Ligabue, inizialmente perplesso, accetta e il tour sarà un successo, con le date di Milano e Roma che vengono replicate.

## Band
- Ligabue: voce e chitarra
- Federico Poggipollini: chitarra e cori
- Mel Previte: chitarra
- Antonio Righetti: basso
- Roberto Pellati: batteria

## Date
- 28 giugno 1997, Milano, Stadio San Siro
- 29 giugno 1997, Milano, Stadio San Siro
- 1º luglio 1997, Udine, Stadio Friuli
- 3 luglio 1997, Firenze, Prato delle Cornacchie, Parco delle Cascine
- 5 luglio 1997, Roma,  Curva Stadio Olimpico
- 6 luglio 1997, Roma, Curva Stadio Olimpico

## Lo show
Aperto dai Negrita e dai Gang, il tour è celebre anche per i numerosi effetti scenici presenti. L'impianto di amplificazione sospeso era lo stesso usato dagli U2, a occuparsi del suono, del palco e degli speciali muri di gomma per le proiezioni ci furono rispettivamente una crew inglese, spagnola e francese. Inoltre ci furono scenografie ad hoc per alcuni brani: un finto fiume per Seduto in riva al fosso, un attore che interpretava il mago in Walter il mago, un bar sul palco raggiunto in bicicletta da Luciano e La Banda durante Bar Mario e anche delle enormi finte bottiglie di vino con cui Ligabue, assieme al manager Claudio Maioli, nei panni del barista, bagna il pubblico. Inoltre un elicottero sorvolava gli stadi sulle note della prima canzone (Buon compleanno, Elvis!) lanciando migliaia di occhialini di carta per "guardare meglio in faccia la realtà".

## Scaletta
1. Sogni di rock 'n' roll (da Ligabue)
2. Buon compleanno, Elvis! (da Buon compleanno Elvis)
3. Tra palco e realtà (inedito)
4. Hai un momento, Dio? (da Buon compleanno Elvis)
5. Ancora in piedi (da Sopravvissuti e sopravviventi)
6. Sopravvissuti e sopravviventi: tema / Lambrusco & pop corn (da Lambrusco coltelli rose & pop corn)
7. Seduto in riva al fosso (da Buon compleanno Elvis)
8. Viva! (da Buon compleanno Elvis)
9. I "ragazzi" sono in giro (da Buon compleanno Elvis)
10. Bar Mario / Sex machine / Sex & drugs & rock 'n' roll
11. Ho messo via (da Sopravvissuti e sopravviventi)
12. Walter il mago (da Sopravvissuti e sopravviventi)
13. Medley rock: Bambolina e barracuda / Anime in plexiglass / Salviamoci la pelle!!!! / Fuori tempo (dagli album Ligabue, Lambrusco coltelli rose & pop corn e A che ora è la fine del mondo?)
14. Medley acustico: Non dovete badare al cantante / Sarà un bel souvenir / Leggero / Con queste facce qui (dagli album Buon compleanno Elvis e Lambrusco coltelli rose & pop corn)
15. Libera nos a malo (da Lambrusco coltelli rose & pop corn)
16. Quella che non sei (da Buon compleanno Elvis)
17. Vivo morto o X (da Buon compleanno Elvis)
18. Certe notti (da Buon compleanno Elvis)
19. Il giorno di dolore che uno ha (inedito)
20. Urlando contro il cielo (da Lambrusco coltelli rose & pop corn)
21. A che ora è la fine del mondo? (da A che ora è la fine del mondo?)

Bis:
1. Figlio d'un cane (da Ligabue)
2. Marlon Brando è sempre lui (da Ligabue)
3. Non è tempo per noi (da Ligabue)
4. Balliamo sul mondo (da Ligabue)
5. Sogni di rock 'n' roll – Parte seconda (solo voce)

## Registrazioni ufficiali
- Ligabue a San Siro: il meglio del concerto (registrato tra il 28 e il 29 giugno 1997 allo Stadio San Siro di Milano)
- Ligabue a San Siro: tutto il concerto (edizione integrale del suddetto concerto)
- Il videoclip di Tra palco e realtà (video musicale composto da una serie di immagini del concerto con lo stesso audio)